# Luca Vanni
Luca Vanni (Castel del Piano, Italija, 4. lipnja 1985.) je talijanski tenisač. Vanni uglavnom nastupa na challengerima i futuresima a trener mu je Fabio Gorietti.
Najveći uspjeh na ATP Touru ostvario je 2015. godine kada je igrao finale Brasil Opena u kojem je poražen od umaškog pobjednika Pabla Cuevasa. Vanni je samim time postao senzacija turnira jer do te godine nije odigrao niti jedan dvoboj na glavnom ždrijebu Toura dok je u São Paulu najprije morao igrati kvalifikacije.

## ATP finala

### Pojedinačno (0:1)
| Ishod | Datum             | Turnir            | Podloga          | Protivnik    | Rezultat           |
| ----- | ----------------- | ----------------- | ---------------- | ------------ | ------------------ |
| Poraz | 15. veljače 2015. | São Paulo, Brazil | zemlja (dvorana) | Pablo Cuevas | 4–6, 6–3, 6–7(4–7) |

## Vanjske poveznice
- Profil tenisača na ATP World Tour.com